# Mikhail Steblin-Kamenskij
Mikhail Ivanovitj Steblin-Kamenskij (russisk: Михаил Иванович Стеблин-Каменский; født 11 september 1903 i Sankt Petersburg, død 17 september 1981 i Leningrad) var en sovjetisk sprogforsker, litterat og oversætter af oldnordisk litteratur. Han var professor ved Leningrads universitet (1950) og æresdoktor ved Stockholms (1969) og Islands universitet (1971).

## Biografi
Steblin-Kamenskij stammer fra en adelig familie fra Sankt Petersburg, og selvom han efter revolutionerne i 1917 kunne begynde at studere engelsk ved Petrograds universitet, blev han i 1924 bandlyst på grund af sin adelige oprindelse. Han kunne imidlertid fortsætte studierne ved andre højskoler mens han arbejdede på forskellige ordbogprojekter, og i 1939 tog han eksamen i engelsk ved Leningrads universitet. Hans doktorafhandling om angel-saksisk poesi, der blev forfattet i Leningrad under den tyske blokade, blev godkendt til forsvar i 1943 i Saratov og Tasjkent uden hans tilstedeværelse, med samme ordning for frontsoldater og andre ramt af belejringen.
Studierne i oldengelsk gav ham en interesse for de skandiaviske sprog og den oldnordiske litteratur, og i 1945–1948 skrev Steblin-Kamenskij sin habilitationsafhandling Skjaldenes digtning ved Leningrads universitet, hvor han i 1950 blev professor ved afdelingen for skandinavistik. Som leder for institutet for germanistik skabte han senere det første institut specifikt for skandinavisk filologi i Sovjetunionen, som han blev leder af. Under hans ledelse udviklede den sig til et videnskabeligt og pædagogisk centrum for studiet af de nordiske sprog og kulturer. Under sit besøg i Sverige i 1964 blev Nikita Khrusjtjov fascineret af den svenske model og søgte da at skabe en sovjetisk forskergruppe om ”den skandinaviske erfaring”. Akademiet ansatte Steblin-Kamenskij til at lede denne gruppe ved et sprogvidenskabeligt institut (1966–1973).

## Forskning og oversættelse
Steblin-Kamenskij var forfatter til cirka 150 arbejder. Studier inden for skandinavisk og almen lingvistik var hans primære område, men han skrev også litteraturvidenskabelige værker om angel-saksisk og oldnordisk digtning. Han skrev historiske grammatikker for de nordiske sprog ud fra en interesse for strukturalisme og generel sprogteori. Hans oldnordiska grammatik fra 1955 anses for at være en af de vigtigste i sin detaljerede beskrivelse af inflektionsmorfologi og morfofonologi. Steblin-Kamenskij var en af de første sovjetiske sprogforskere som formåede at studere fonologiske problemer på grundlag af de nordiske sprogs historie, hvilket ikke mindst er tydeligt i de artikler som han samlede i bogen "Очерки по диахронической фонологии скандинавских языков" (Arbejder om de nordiske sprogs diakrone fonologi) fra 1966. Hans videnskabelige arbejder er blevet oversat og udgivet i Danmark, Island, Norge, USA, Tjekkoslovakiet, Estland og Japan. Mange af hans elever og studenter har udgivet mindeskrifter om ham og studier af hans forskning. Han var den første sovjetiske forsker som blev æresdoktor i Sverige ved Stockholms Universitet i 1969. I 1971 blev han æresdoktor ved Islands universitet. Et antal år senere blev han nægtet udrejse fra Sovjetunionen for at modtage et æresdoktorat ved Lunds Universitet. Dette var som følge af den sovjetiske utilfredshed med dissidentforfatteren Aleksandr Solzjenitsyns Nobelpris.